# Andrei Alexandrescu
Andrei Alexandrescu là một lập trình viên ngôn ngữ C++ người Rumani. Ông được biết đến nhiều nhất là người tiên phong trong thiết kế có nền tảng khôn khéo (policy-based design) được cung cấp thông qua các siêu chương trình (metaprogramming) sử dụng kiểu mẫu. Những ý tưởng này được trình bày trong cuốn sách của ông: Modern C++ Design và được cung cấp lần đầu tiên trong thư viện chương trình của ông, Loki. Ông cũng đã đưa ra khái niệm "xây dựng chuyển động" trong thư viện MOJO. Ông đã đóng góp vào tạp chí C/C++ Users Journal dưới tên "Generic<Programming>". Alexandrescu hiện đang là nhà khoa học nghiên cứu của Facebook.

## Quá trình giá dục và sự nghiệp
Alexandrescu nhận được bằng Master of Science (M. S.) khoa điện tử học tại Trường Đại học Bách khoa Bucharest vào tháng 7 năm 1994.
Bài viết đầu tiên của ông được đăng trên tạp chí C/C++ Users Journal vào tháng 9 năm 1998. Từ tháng 4 năm 1999 đến tháng 2 năm 2000, ông là quản lý kỹ sư của Netzip, Inc.. Khi công ty được mua lại bởi RealNetworks, Inc., ông đã làm việc tại đó với chức quản lý phát triển từ tháng 2 năm 2000 đến tháng 9 năm 2001.
Alexandrescu nhận được bằng M. S. (2003) và bằng tiến sĩ (2009) ngành khoa học máy tính tại Trường Đại học Washington.
Gần đây, ông đã giúp Walter Bright trong việc phát triển ngôn ngữ lập trình D. Alexandrescu đã phát hành một cuốn sách có tên Ngôn ngữ lập trình D (The D Programming Language) vào tháng 5 năm 2010.